# Ito Teruyoshi
Itō Teruyoshi (伊東 輝悦 (Y-Đông Huy-Duyệt)) (sinh ngày 31 tháng 8 năm 1974 ở Shizuoka) là một tiền vệ bóng đá người Nhật Bản.

## Sự nghiệp cầu lạc bộ
Ito danh phần lớn sự nghiệp của anh ở Shimizu S-Pulse với 18 năm thi đấu từ năm 1993 tới năm 2010. Năm 2007 anh nhận giải fair play của J. League.

## Đội tuyển quốc gia
Năm 1996 Ito được triệu tập lên đội tuyển bóng đá U-23 quốc gia Nhật Bản tham dự Thế vận hội Mùa hè 1996. Anh chơi đủ toàn bộ cả ba trận đấu và có bàn thắng đáng nhớ vào lưới Brasil ở Atlanta giúp Nhật Bản thắng 1–0. Người Nhật gọi đây là "Ký tích Miami" (マイアミの奇跡).
Ito có 27 lần khoác áo Đội tuyển bóng đá quốc gia Nhật Bản từ 1997 tới 2001. Anh ngồi dự bị tại Giải vô địch bóng đá thế giới 1998.

## Thống kê sự nghiệp
| Đội tuyển bóng đá Nhật Bản | Đội tuyển bóng đá Nhật Bản | Đội tuyển bóng đá Nhật Bản |
| Năm                        | Trận                       | Bàn                        |
| -------------------------- | -------------------------- | -------------------------- |
| 1997                       | 1                          | 0                          |
| 1998                       | 1                          | 0                          |
| 1999                       | 7                          | 0                          |
| 2000                       | 7                          | 0                          |
| 2001                       | 11                         | 0                          |
| Tổng cộng                  | 27                         | 0                          |